# Anson Dickinson

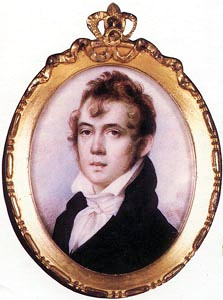
Edward Malborne: Porträt von Anson Dickinson (1804)

Anson Dickinson (* 19. April 1779 in Milton, Connecticut; † 9. März 1852 ebenda) war ein US-amerikanischer Maler, der vor allem für seine Miniaturporträts bekannt wurde.

## Leben
Er wurde als ältestes von zehn Kindern des Schreiners Oliver Dickinson jr. und seiner Frau Anna Landon Dickinson geboren. Er absolvierte eine Lehre beim örtlichen Silberschmied Isaac Thompson (auch Thomson genannt). In Milton und Litchfield übte er sich in Emaillierung, Rahmung und Schildermalerei und etablierte sich schließlich als Miniaturmaler in New Haven. Wahrscheinlich lernte er zu dieser Zeit Elkanah Tisdale kennen, der seinen Stil maßgeblich beeinflusste. Im Juli 1804 besuchte er New York City, wo Edward Greene Malbone, der damals gefragteste Miniaturmaler, sein Porträt malte, um dem jüngeren Künstler eine Lernerfahrung zu ermöglichen. Zurück in Connecticut baute er sich einen Kundenstamm mit prominenten Kunden auf und empfing auch Modelle aus der Litchfield Female Academy von Sarah Pierce sowie der Litchfield Law School. Im Jahr 1805 brach er auf und reiste für den Rest seiner Karriere durch den Osten der Vereinigten Staaten und Kanada, um Aufträge anzunehmen.1810 begegnete er in Albany dem Schriftsteller Washington Irving, der ihn in seiner künstlerischen Laufbahn unterstützte. Von 1811 bis 1815 stellte er in verschiedenen Institutionen aus, darunter der Pennsylvania Academy of the Fine Arts, der National Academy of Design, der American Academy of the Fine Arts und dem Boston Athenaeum. 1816 wurde er zu einem der ersten Mitglieder der American Academy of the Fine Arts gewählt.

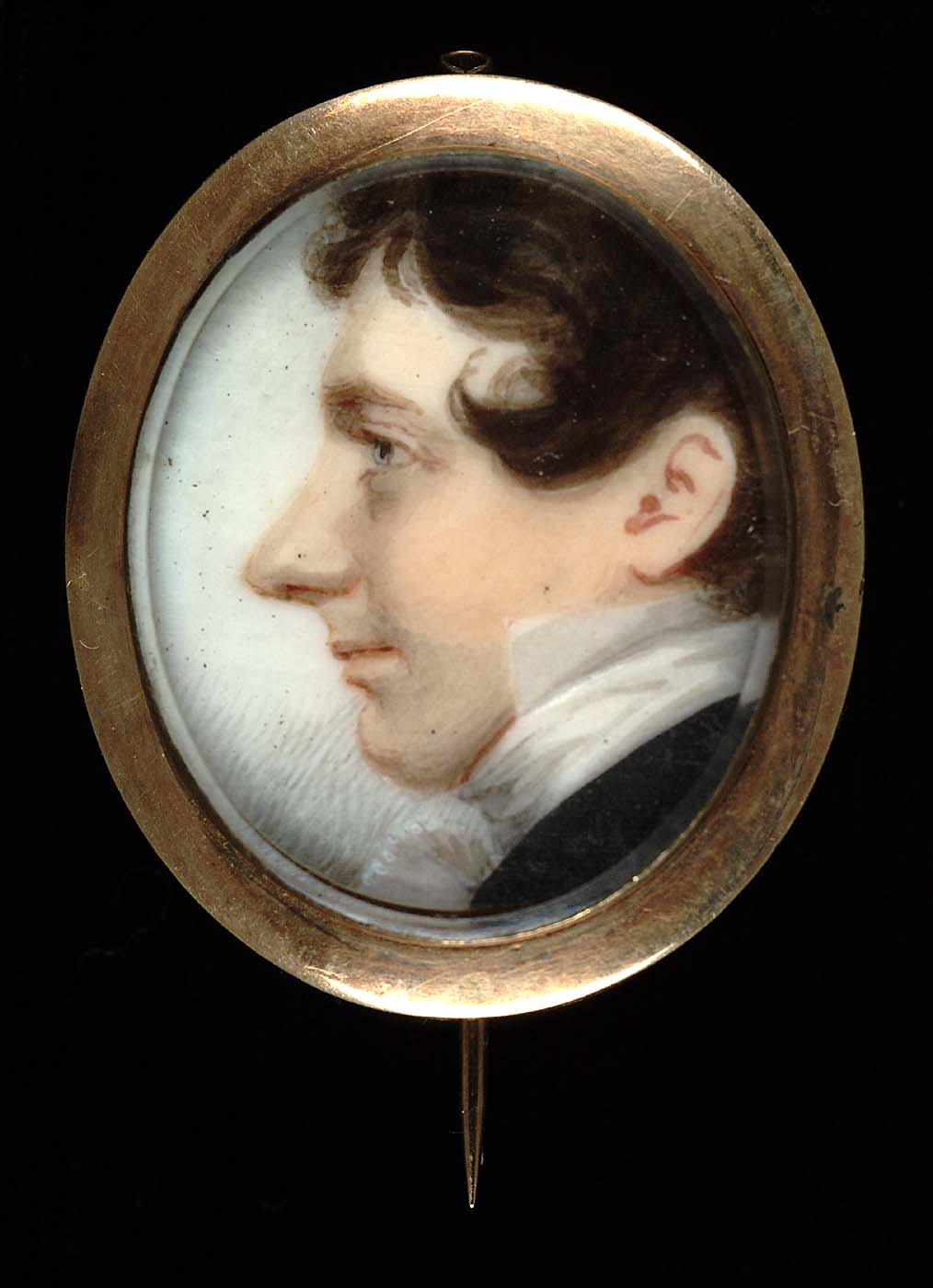
Anson Dickinson: Robert Broome (ca.1810). Smithsonian American Art Museum

Im Juni 1812 heiratete er in New York Sarah Brown. Mit ihr adoptierte er 1824 zwei Kinder, Mary Ann Walker und William Edmund Walker, nachdem deren Mutter gestorben war. Die Familie lebte meist in Milton, während Dickinson herumreiste. Er unterhielt über Jahrzehnte ein Studio in New York City und verlagerte seinen Aktionsradius ab etwa 1820 nach Boston, Washington, D.C. (1827–1830), Philadelphia, Baltimore, New Haven, Albany und Buffalo sowie nach Kanada. 1833 lebte er eine Zeit lang in New Haven, kehrte dann aber 1846 endgültig nach Milton zurück, wo er sich bis zu seinem Tod der Gartenarbeit und dem familiären Leben widmete. Anson Dickinson starb am 9. März 1852 im Alter von 73 Jahren. Seine Frau verstarb im Juli desselben Jahres. Beide wurden auf dem Blue Swamp Cemetery in Milton bestattet.

## Werk
Anson Dickinson malte im Laufe von rund fünfzig Jahren etwa 1500 Miniaturporträts, was einem Durchschnitt von etwa einem Porträt pro Woche entspricht. Zu seinen Auftraggebern zählten Familienangehörige und Nachbarn, aber auch renommierte Persönlichkeiten wie Washington Irving, General Jacob Brown, Edward Livingston, Sam Houston, Gilbert Stuart und andere politische oder militärische Größen. Einer der stolzesten Momente seines Lebens war im Jahr 1823 in Boston, als Gilbert Stuart ihn beauftragte, mehrere Miniaturen zu malen, darunter zwei Porträts von ihm selbst. Einige Jahre später verbrachte er viel Zeit in Washington, wo er Miniaturen von Senatoren, Kongressabgeordneten und Diplomaten malte.
Er legte regelmäßig seine Visitenkarte in die Hülle hinter dem Elfenbein oder ließ den Text auf das Seidenfutter der Lederhülle drucken. Zwischen 1811 und 1835 stellte er seine Werke auf verschiedenen Ausstellungen aus. In seiner frühen Schaffensperiode wurde er insbesondere durch den Stil Edward Malbones mit feinem Modellieren und sanfter Farbgebung beeinflusst. Dies ist vor allem in seinen ovalen Porträts erkennbar. Nach 1820 wandte er sich rechteckigen Formaten zu, verwendete einen breiteren Pinselsatz und setzte häufig einen rosafarbenen Ton ein. Seine besten künstlerischen Leistungen entstanden in den frühen Jahren seiner Tätigkeit. Später ließ die Qualität seiner Werke etwas nach; viele von ihnen sind heute verloren und kaum bekannt.

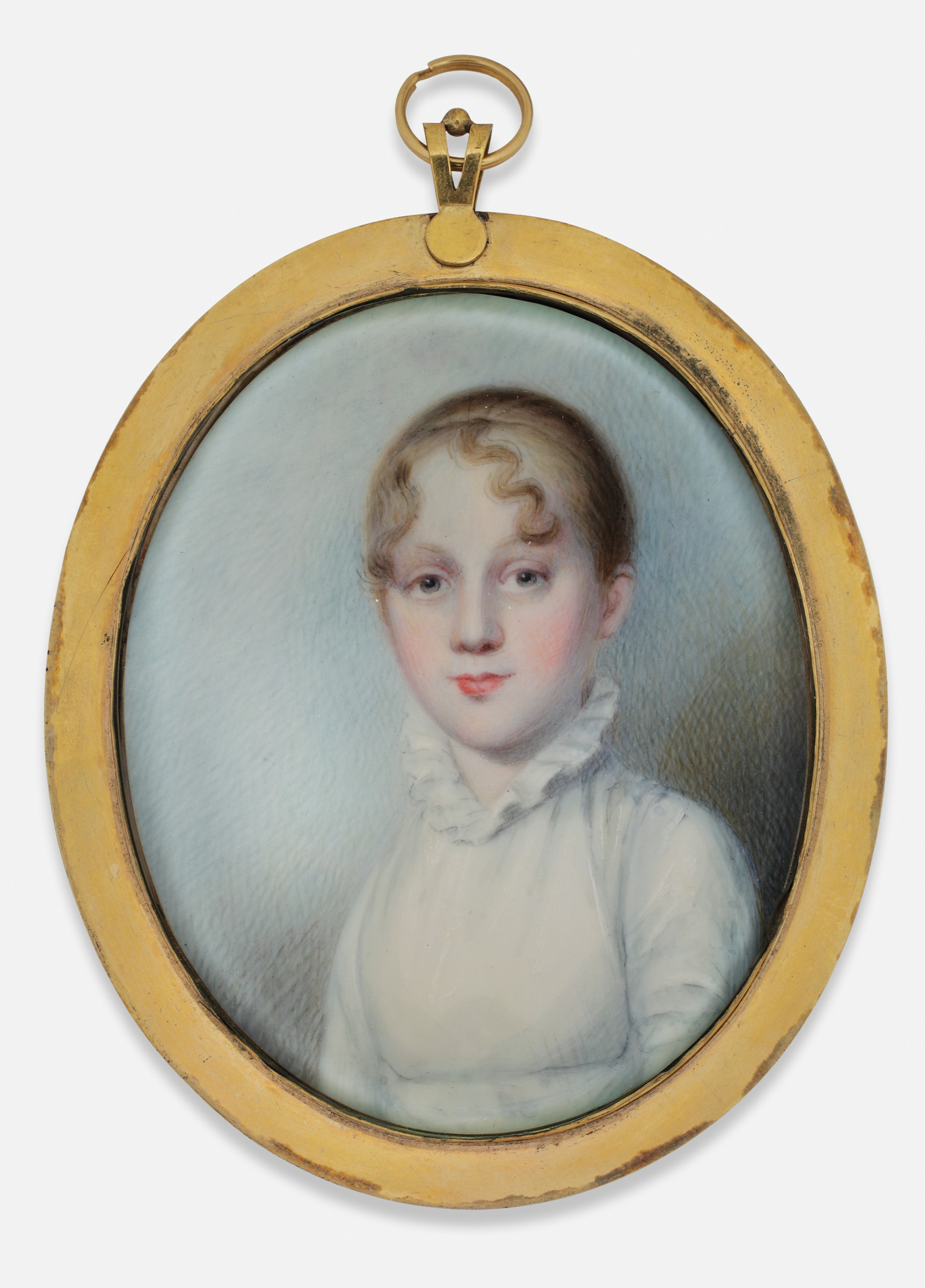
Anson Dickinson: A Young Lady (ca. 1815). Fogg Art Museum, Cambridge, Massachusetts

Bedeutende Sammlungen seiner Arbeiten befinden sich in der Litchfield Historical Society, der Stamford Historical Society, im Connecticut Historical Society Museum, in der Yale University Art Gallery, in der New Haven Colony Historical Society, im Philadelphia Museum of Art, im Smithsonian American Art Museum und im Metropolitan Museum of Art.